# Blue (rivière de Nouvelle-Zélande)
Pour les articles homonymes, voir Blue.
La rivière Blue (anglais : Blue River) est un petit cours d’eau de l’Île du Sud de la Nouvelle-Zélande, dans le district de Westland dans la région de la West Coast et un affluent de la rivière Makarora, donc un sous affluent du fleuve la Clutha.

## Géographie
Elle est située sur toute sa longueur dans les limites du Parc national du mont Aspiring, et bien que située sur le côté sud-est de la ligne de partage des eaux, la rivière est localisée dans les limites de la région de la West Coast pour tout son trajet.
Sa source est localisée au sud-est de la ligne principale de partage des eaux des Alpes du Sud près du mont ‘Eyetooth’, avec une petite branche nord de la rivière Blue et la branche sud plus importante, rejoignant la rivière principale plus loin. Avant de se déverser dans la rivière Makarora, la rivière passe brièvement à travers une gorge étroite.
A sa confluence avec la rivière Makarora, les bassins nommés avec justesse “Blue Pools” sont des destinations populaires pour une courte randonnée à partir de la State Highway 6/S H 6, avec un pont franchissant la rivière «Blue» et de là fournissant une bonne vision en amont à travers la gorge et en aval, sur l’écoulement de la rivière Makarora. Une randonnée plus longue dans la vallée de la rivière Blue conduit le long de la rivière sur pratiquement tout son trajet.